# Нетлтон (Мисисипи)
Нетлтон (енгл. Nettleton) град је у америчкој савезној држави Мисисипи.

## Демографија
По попису из 2010. године број становника је 1.992, што је 60 (3,1%) становника више него 2000. године.
| Група             | 2000.         | 2010.         |
| Белци             | 1.285 (66,5%) | 1.323 (66,4%) |
| Афроамериканци    | 628 (32,5%)   | 630 (31,6%)   |
| Азијати           | 7 (0,4%)      | 3 (0,2%)      |
| Хиспаноамериканци | 7 (0,4%)      | 17 (0,9%)     |
| Укупно            | 1.932         | 1.992         |